# Glen
En glen er en dal, typisk en, der er lang og afgrænset af let skrånende konkave sider, i modsætning til en kløft, som er dyb og afgrænset af stejle skråninger. Whittow definerer det som en "skotsk betegnelse for en dyb dal i højlandet", der er "snævrere end en strath". Ordet er goidelic af oprindelse: gleann på irsk og skotsk gælisk, glion på manx . Betegnelsen "glen" forekommer også ofte i stednavne.

## Etymologi
Ordet er Goidelic oprindelse: Gleann i irsk og skotsk gælisk, Glion i manx . På manx er glan også at finde i betydningen glen. Det er beslægtet med walisisk glyn .
Eksempler i det nordlige England, såsom Glenridding, Westmorland eller Glendue, nær Haltwhistle, Northumberland, menes at stamme fra det førnævnte cumbriske beslægtede eller en anden Brythonic- ækvivalent. Dette ligger sandsynligvis til grund for nogle eksempler i det sydlige Skotland.
Som navnet på en flod menes det at stamme fra det irske ord glan, der betyder ren, eller det walisiske ord gleidid, der betyder renhed. Et eksempel er Glens of Antrim i Nordirland, hvor ni glens stråler ud fra Antrim-plateauet til havet langs kysten mellem Ballycastle og Larne.